# Lazward (山本美禰子のアルバム)
『Lazward』（ラズワルド）は山本美禰子が TEAM Entertainment Inc. から2012年4月18日にリリースしたアルバム。ゲームやドラマCDの挿入歌を中心に、書き下ろしの2曲、ライブヴァージョン1曲を加えた構成。タイトルはアジュール（フランス語 azur）の語源となった、ペルシア語からアラビア語に入った単語で、天・空・青などの意。

## 収録曲
1. Falling, The Star Light - 3:05
  （作詞：中河健　作・編曲：中河健）
  - 「ロロナのアトリエ 〜アーランドの錬金術士〜」より
2. Cadena - 3:35
  （作詞：青木香苗　作・編曲：阿知波大輔）
  - 「メルルのアトリエ 〜アーランドの錬金術士3〜」より
3. Legend - 4:17
  （作詞：澄田まお　作・編曲：Meis Clauson）
  - 「LEGEND SEVEN 〜白雪姫と７人の英雄〜」より
4. 冬のダイヤモンド - 5:01
  （作詞：山本美禰子　作曲：山本美禰子　編曲：WACHA）
  - 「星空のメモリア Eternal Heart」より
5. Snow flake* - 4:19
  （作詞：代瀬涼　作・編曲：羽鳥風画）
  - 「真夏の夜の雪物語 -MIDSUMMER SNOW NIGHT-」より
6. EXEC_HYMME_FRAY=FRANCESCA/. - 3:39
  （作詞：高橋麗子　作・編曲：弘田佳孝）
  - 「アルトネリコ ヒュムノス ミュージカル〜ココナ〜」より
  - 歌唱はシュクレ feat.山本美禰子
7. EXCEC_FRIP_METAMORPHOSE/. - 3:45
  （作詞：高橋麗子　作・編曲：弘田佳孝）
  - 「アルトネリコ ヒュムノス ミュージカル〜ココナ〜」より
  - 歌唱はシュクレ feat.山本美禰子
8. 奏〜kanade〜 - 2:51
  （作詞：高橋麗子　作・編曲：Dahna）
  - 「絶対調律士ノア 永遠の調律」より
9. 虹の橋 - 4:40
  （作詞：山本美禰子　作曲：山本美禰子　編曲：田畑三津広）
  - 書き下ろし
10. 咲散華 - 5:21
  （作詞：YUKKA　作・編曲：Dahna）
  - 「水月 弐」より
11. Lazward 〜風の行方〜 - 4:36
  （作詞：山本美禰子　作曲：山本美禰子　編曲：田畑三津広）
  - 書き下ろし
12. Pilgrimage - 4:17
  （作詞：中河健　作・編曲：中河健）
  - 「トトリのアトリエ 〜アーランドの錬金術士2〜」より
13. Power of the Light - 5:22
  （作詞：高橋麗子　作・編曲：佐藤天平）
  - 「圧倒的遊戯ムゲンソウルズ」より
14. Cadena (Live Ver.) - 3:46
  （作詞：青木香苗　作・編曲：阿知波大輔）
  - 「TEAM Entertainment Live Act 2011」より
  - 2011年5月8日に Zepp Tokyo で行われた TEAM Entertainment Live Act 2011 より収録